# Love (namn)

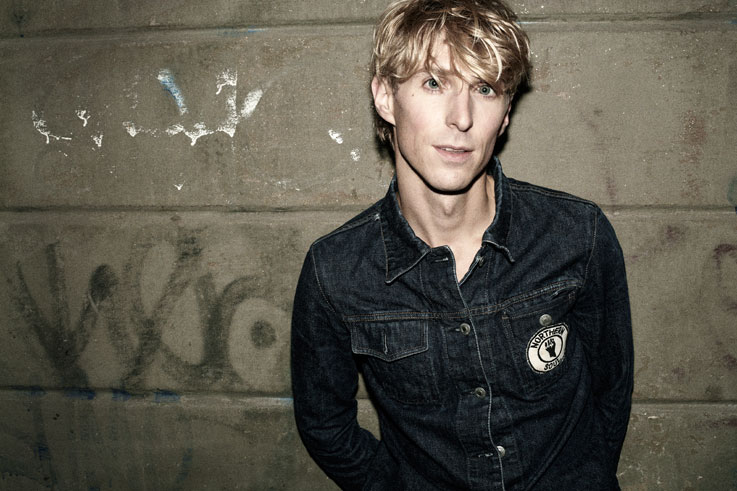
Love Antell, 2013.

Love eller Lowe är ett namn använt redan på vikingatid, ristat bland annat på Bjälbostenen från senare 1000-tal, som hittades inmurad i vägg på Bjälbo kyrka. Love är således ett tidigt använt namn i Sverige och ursprung svenskt.[källa behövs]
Namnet är ovanligt bland vuxna män; det finns färre än 200 män över 30 års ålder som bär namnet. Däremot finns flera hundra pojkar i varje årskull från 1990-talet som heter Love.[källa behövs]
Den 31 december 2012 fanns det totalt 8 289 personer i Sverige med namnet Love/Lowe, varav 4 112 med det som tilltalsnamn. År 2003 fick 344 pojkar namnet, varav 182 fick det som tilltalsnamn. Samma år fick 24 flickor namnet, varav 6 fick det som tilltalsnamn.
Namnsdag: 2 oktober, (1986-1992: 3 december, 1993-2000: 26 november).

## Personer med namnet Love eller Lowe
- Carl Jonas Love Almqvist, författare och viskompositör.
- Love Antell, sångare och musiker
- Love De Geer, industriman
- Love Derwinger, svensk pianist
- Love Kahnlund, journalist och programledare
- Love Melander, illusionist
- Love Olzon, musiker
- Lowe Östberg, programledare på TV